# Lösliche Adenylylcyclase
Die lösliche Adenylylcyclase (englisch soluble adenylyl cyclase, sAC, AC Isoform X, adcy10) ist eine besondere Isoform der Adenylylcyclase aus Säugern, die an der zellulären Signaltransduktion mitwirken.

## Eigenschaften
Als Enzym vom Typ einer Adenylylcyclase erzeugt sie cyclisches Adenosinmonophosphat (cAMP) aus Adenosintriphosphat (ATP). Die sAC gehört, ebenso wie die neun transmembran-Adeylylcyclasen der Säuger, zur Klasse III der Nukleotidylcyclasen, deren Mitglieder sequenz- und strukturhomologe katalytische Domänen aufweisen. Durch seine isoformspezifische Aktivatorbindestelle wird sAC durch Bicarbonat reguliert und ist dadurch abhängig vom gelösten Kohlendioxid in unterschiedlichen zellulären Organellen und indirekt vom dortigen pH-Wert. Dagegen wird sAC im Gegensatz zu membrangebundenen Adenylylcyclasen nicht durch heterotrimere G-Proteine reguliert. Weiterhin führt sAC über seine pH-Abhängigkeit zu einer Kopplung von Citratzyklus und oxidativer Phosphorylierung und zu einer Regulation des CFTR. Im Gegensatz zu den Isoformen I-IX hat die sAC (Isoform X) keine Transmembranbereiche, und sie ist an verschiedenen Orten in der Zelle zu finden, z. B. im Zellkern und in Mitochondrien. In Mitochondrien ist sAC vermutlich das einzige cAMP-produzierende Enzym. In Endothelzellen des Herzens und Herzmuskelzellen ist sAC an der Regulation der Apoptose beteiligt.